# 中村元雄

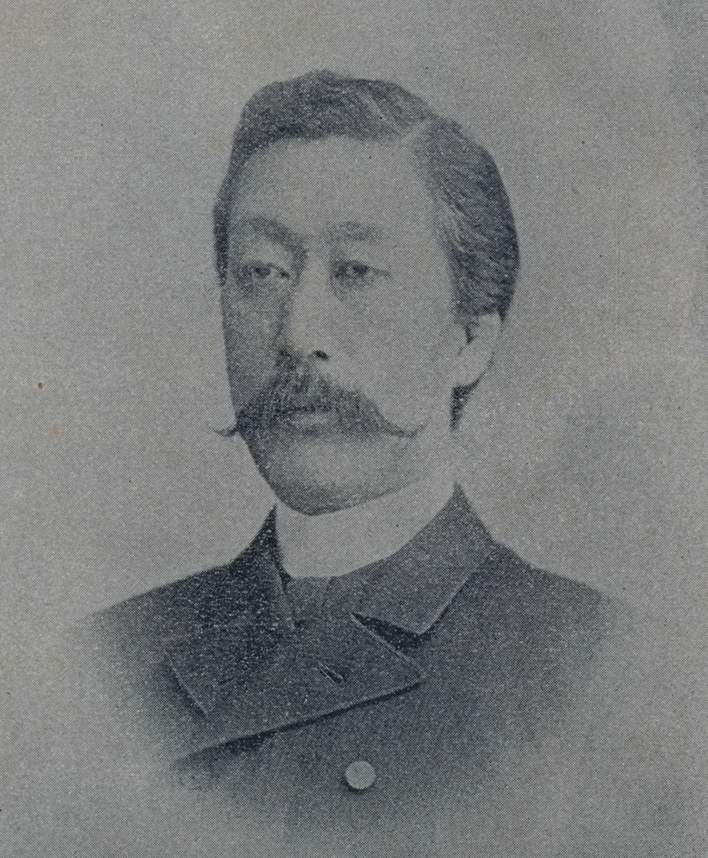
中村元雄

中村 元雄（なかむら もとお、1839年10月15日（天保10年9月9日） - 1903年（明治36年）1月24日）は、日本の政治家、大蔵・内務官僚。群馬県知事、貴族院議員、錦鶏間祗候。幼名は豊作、別名は平太夫、少介。

## 経歴
豊後国日田出身。町年寄・中村善右衛門の子。咸宜園に入り広瀬淡窓に学んだ。明治元年（1868年）、日田県諸取調掛となり、同県大属、大分県権典事を歴任。1874年頃に大蔵省租税大属に転じ、租税寮七等出仕、大蔵省権少書記官、同権大書記官などを務めた。1886年、大蔵省主税局長に就任。
1891年4月、群馬県知事に就任。廃娼の方針を維持し、水利組合の設置や、養蚕糸業の振興に尽力した。1896年1月に知事を退任し、同年1月31日、貴族院勅選議員に任じられ死去するまで在任。
1897年1月、内務次官に就任。同年7月1日、臨時検疫局長官を兼任し、1898年1月に辞職した。1900年5月9日、錦鶏間祗候を仰せ付けられた。その他、大喪使事務官、鉄道会議議員、東京市区改正委員長などを務めた。
1902年、人力車から転落して赤十字病院に入院し、気管支炎を併発する。1903年1月24日、東京府北豊島郡滝野川村（現・東京都北区）の自宅で静養中に死去。

## 栄典
位階
- 1890年（明治23年）7月11日 - 従四位[6]
- 1895年（明治28年）12月10日 - 正四位[7]
- 1903年（明治36年）1月23日 - 正三位[8]

勲章等
- 1889年（明治22年）11月29日 - 大日本帝国憲法発布記念章[9]
- 1890年（明治23年）12月26日- 勲三等瑞宝章[10]
- 1903年（明治36年）1月23日 - 勲二等瑞宝章[8]

外国勲章佩用允許
- 1897年（明治29年）12月29日 - フランス共和国：製名誉記章[11]